# E-Prix de Santiago de 2019
El e-Prix de Santiago de 2019 (formalmente, el 2019 ABB FIA Formula E Antofagasta Minerals Santiago e-Prix) fue la tercera carrera de la temporada 2018-19 de la Fórmula E, y la segunda edición anual del e-Prix de Santiago. Se disputó el 26 de enero de 2019, en el circuito del parque O'Higgins de Santiago (Chile).
Esta ubicación fue elegida tras las complicaciones que resultaron con el e-Prix de 2018, que se corrió en el circuito del parque Forestal.

## Clasificación
Resultados
| Pos.    | N. | Piloto                 | Equipo        | Tiempo   | Diferencia | Parrilla |
| ------- | -- | ---------------------- | ------------- | -------- | ---------- | -------- |
| 1       | 11 | Lucas di Grassi        | Audi          | 1:08.290 | -          | 22       |
| 2       | 23 | Sébastien Buemi        | e.Dams-Nissan | 1:08.816 | +0.526     | 1        |
| 3       | 94 | Pascal Wehrlein        | Mahindra      | 1:08.925 | +0.635     | 2        |
| 4       | 66 | Daniel Abt             | Audi          | 1:08.958 | +0.668     | 3        |
| 5       | 2  | Sam Bird               | Virgin-Audi   | 1:08.958 | +0.963     | 4        |
| 6       | 5  | Stoffel Vandoorne      | HWA-Venturi   | —        |            | 5        |
| 7       | 48 | Edoardo Mortara        | Venturi       | 1:09.042 | —          | 6        |
| 8       | 6  | Maximilian Günther     | Dragon-Penske | 1:09.143 | +0.101     | 7        |
| 9       | 27 | Alexander Sims         | Andretti-BMW  | 1:09.147 | +0.105     | 8        |
| 10      | 19 | Felipe Massa           | Venturi       | 1:09.168 | +0.126     | 9        |
| 11      | 7  | José María López       | Dragon-Penske | 1:09.201 | +0.159     | 10       |
| 12      | 20 | Mitch Evans            | Jaguar        | 1:09.235 | +0.193     | 11       |
| 13      | 25 | Jean Eric Vergne       | Techeetah-DS  | 1:09.307 | +0.265     | 12       |
| 14      | 22 | Oliver Rowland         | e.Dams-Nissan | 1:09.365 | +0.323     | 13       |
| 15      | 36 | Andre Lotterer         | Techeetah-DS  | 1:09.485 | +0.443     | 14       |
| 16      | 4  | Robin Frijns           | Virgin-Audi   | 1:09.505 | +0.463     | 15       |
| 17      | 17 | Gary Paffett           | HWA-Venturi   | 1:09.505 | +0.463     | 16       |
| 18      | 28 | António Félix da Costa | Andretti-BMW  | 1:09.551 | +0.509     | 17       |
| 19      | 16 | Oliver Turvey          | NIO           | 1:09.645 | +0.603     | 18       |
| 20      | 3  | Nelson Piquet Jr       | Jaguar        | 1:09.705 | +0.663     | 19       |
| 21      | 64 | Jérôme d'Ambrosio      | Mahindra      | 1:10.083 | +1.041     | 20       |
| 22      | 8  | Tom Dillmann           | NIO           | 1:10.258 | +1.216     | 21       |
| Fuente: |    |                        |               |          |            |          |

- Di Grassi fue enviado al fondo de la parrilla por una infracción en los frenos.
- A Stoffel Vandoorne se le borraron todos sus tiempos de vuelta por pasar el semáforo en rojo en la salida de boxes durante la Super Pole.

## Carrera
Resultados
| Pos. | N° | Piloto                 | Equipo                    | Vtas. | Tiempo/Retirado  | P. | Puntos |
| ---- | -- | ---------------------- | ------------------------- | ----- | ---------------- | -- | ------ |
| 1    | 2  | Sam Bird               | Enivision Virgin Racing   |       | 47:02.511        | 4  | 25     |
| 2    | 94 | Pascal Wehrlein        | Mahindra Racing           |       | +6.489           | 2  | 18     |
| 3    | 66 | Daniel Abt             | Audi Sport ABT Schaeffler |       | +14.529          | 3  | 16.    |
| 4    | 48 | Edoardo Mortara        | Venturi Formula E Team    |       | +17.056          | 6  | 12     |
| 5    | 4  | Robin Frijns           | Enivision Virgin Racing   |       | +20.276          | 15 | 10     |
| 6    | 20 | Mitch Evans            | Panasonic Jaguar Racing   |       | +23.755          | 11 | 8      |
| 7    | 27 | Alexander Sims         | BMW i Andretti Motorsport |       | +27.590          | 8  | 6      |
| 8    | 64 | Jérôme d'Ambrosio      | Mahindra Racing           |       | +41.984          | 20 | 4      |
| 9    | 16 | Oliver Turvey          | NIO Formula E Team        |       | +45.059          | 18 | 2      |
| 10   | 7  | José María López       | Geox Dragon Racing        |       | +45.376          | 10 | 1      |
| 11   | 3  | Nelson Piquet, Jr.     | Panasonic Jaguar Racing   |       | +48.635          | 19 |        |
| 12   | 11 | Lucas Di Grassi        | Audi Sport ABT Schaeffler |       | +1:03.552        | 22 |        |
| 13   | 36 | André Lotterer         | DS Techeetah              |       | +1:14.706        | 14 |        |
| 14   | 17 | Gary Paffett           | HWA Racelab               |       | 1 Vuelta         | 16 |        |
| Ret  | 22 | Oliver Rowland         | Nissan e.dams             |       | Colisión         | 13 |        |
| Ret  | 28 | António Félix da Costa | BMW i Andretti Motorsport |       | Hidráulicos      | 17 |        |
| Ret  | 25 | Jean-Éric Vergne       | DS Techeetah              |       | Motor            | 12 |        |
| Ret  | 23 | Sébastien Buemi        | Nissan e.dams             |       | Suspensión       | 1  | 3      |
| Ret  | 5  | Stoffel Vandoorne      | HWA Racelab               |       | Frenos/accidente | 5  |        |
| Ret  | 6  | Maximilian Günther     | Geox Dragon Racing        |       | Caja             | 7  |        |
| Ret  | 19 | Felipe Massa           | Venturi Formula E Team    |       | Suspensión       | 9  |        |
| Ret  | 8  | Tom Dillmann           | NIO Formula E Team        |       | Retirado         | 21 |        |